# Tragia cordata
Tragia cordata là một loài thực vật có hoa trong họ Đại kích. Loài này được Michx. miêu tả khoa học đầu tiên năm 1803.